# 旗 (行政区划)
旗（汉语拼音字母：Hôxûû 或 Hûxûû，羅馬化：kozhuun）是目前中国内蒙古自治区的行政区划，为其特有的县级行政区，行政地位与县相同。截至2004年12月31日，内蒙古境内有52个旗，其中3个自治旗。而在俄罗斯联邦的图瓦共和国，“旗”用来表示其“区”级行政区，汉语中也将其一律翻译为“区”。
后金皇太极时期，仿照满洲的八旗制度，对漠南蒙古实行划定牧场、编设札萨克旗的管理策略。清代蒙古在其后形成盟旗制，而随着蒙古诸旗管辖的牧地的固定，旗逐渐成为整个蒙古族分布地区的基层行政区，清朝灭亡后大多废止，仅内蒙古个别地区沿用至今。

## 沿革

### 词源
在蒙古语及相关突厥语中，“hoxuun”一词（察哈尔音：xɔʃʊː(n)~xʊʃʊː(n)；托忒文：ᡍᡆᠱᡇᡇᠨ hoxuun，羅馬化：qožuun [k̠o̞.ʒuːn]；維吾爾語：قوشۇن‎，拉丁维文：qoshun，羅馬化：koshun）本指“鄂拓克”的军事组织，在今天的胡都木及西里尔蒙古文中，该词与“喙”（本意为“突出部、尖头”）一词同形同音，昔日与“旗帜”一词（禿克，tug）并无关系，可能源自意为「先锋」的蒙语词“hoxunûci”（ᠬᠣᠰᠢᠭᠤᠴᠢ）。清朝统一内外蒙古后，取消了原本的“土绵”、“鄂托克”制度，在地方行政方面启用盟旗制度，将“胡硕”一词与满语“固山”（穆麟德轉寫：gūsa）一词对应起来并汉译为“旗”，“鄂托克”被“胡硕”（汉语译为“旗”）所取代。
“hoxuun”有时会被音译为“和硕”，但其与满语宗室封号“和硕”（穆麟德轉寫：hošo，意为“一方”）及卫拉特蒙古“和硕特”部及和硕县（蒙古语： hôshûûd，音“霍硕特”）语源完全不同。在喀喇沁音的内蒙古蒙古语文读中，“和硕〈特〉县”之“硕”与“胡硕”之“硕”声母不同，霍硕特“ᠱᠤ”为翘舌的“su”，胡硕“ᠰᠢ
(-ᠤ)”为腭化的“xu”。然而，“和硕特”（霍硕特）一词实为胡都木蒙文自卫拉特托忒蒙文的借入，而托忒文（及中国境内的绝大多数当代蒙语方言使用的回鹘式蒙古文）无法区分此二音，且霍硕特之语源似乎是“hoxuun”，只不过借回胡都木蒙古文时没有按语源写回“hošuud”（ᠬᠣᠰᠢᠭᠤᠳ）。
俄罗斯联邦的图瓦共和国像内蒙古一样仍使用“胡硕”（旗）作为行政区划单位，按照与俄语中同等级的市政区一样同样翻译成“区”。在维吾尔语和乌孜别克语中，“胡硕”是军旅的意思。今天，维吾尔族罗布人的最主要的支系之一即是“喀拉胡硕部”（标准維吾爾語：قارا قوشۇنلۇقلار‎，拉丁维文：Qara-Qoshunluqlar，罗布方言：قارا-قوشۇللۇقتار Qara-Qoshulluqtar），他们来自罗布泊东南一个叫喀拉胡硕（Qara Qoshun）的地方。柯尔克孜语中“胡硕”指一种军队组织，但其使用范围已退化至仅局限在《玛纳斯》等史诗中。

### 清代
清朝崇德年間，漠南蒙古僅存在「旗」這一軍政合一的行政機關，各個扎薩克旗在需要時率領旗內箭丁從征，參與清軍入關等役。顺治年間「蒙禁」政策被嚴格執行，皇帝晓谕诸部蒙古王公：“我国家世世为天子，尔等亦世世为王，享富贵于无穷，垂芳名于不朽”。康熙年間開始，漢人開始零星流入到內扎薩克各盟旗內，雍正、乾隆时期，随着移居汉民的增加，农牧并营的现象日渐增多。清廷在封禁汉族移民失效的情况下，对蒙汉杂居区实行一地两属、“蒙汉分治、旗厅并存”的政策，蒙古族居民由旗治理，汉族居民由厅治理。

### 中華民國大陸時期
在中华民国大陆时期，整个中国蒙古族聚居区的当地札萨克统治权得到保留并有沿袭。北洋政府时期，全国行政区有过多次调整，而县取代府州厅，成为基层最普遍的行政区划。旗厅并存由此变为旗县并存。而自清末以来，随着汉族移民和牧地开垦，内蒙古地区的汉族人口不断增加。牧地开垦更直接冲击蒙古族民众的生活方式。自1900年代起，反开垦即成为独贵龙运动的主题。在此背景下，国民政府延续了清末“蒙不归县、汉不属旗”的管理方式，满洲国政府亦予以保留，如敖汉旗与新惠县分别管辖同一区域的蒙古族和汉族民众。
另一方面，蒙古王公及札萨克对国民政府将旗中汉族居住区划出，成立新的行政区持反对态度。绥远省政府在1940年代初将伊克昭盟的达拉特旗、鄂托克旗、杭锦旗的汉族居民区划出，成立达拉特旗组训处、桃力民办事处。直到绥远省政府消亡，仍未成为正式的行政区。
而在已经独立建国的原外蒙古地区，蒙古人民共和国成立之际就废除了作为封建领地的旗组织，只保留了艾马克和苏木，仅并入俄罗斯联邦的图瓦保留了旗的称呼，成为次于共和国的区级行政区划。

### 中华人民共和国
1945年日本无条件投降后，中共政权和国民政府开始争夺，包括今内蒙古自治区在内的东北地区。中共的部队与党政干部开辟内蒙古与蒙汉杂居区。1948年时，中共政权基本已管辖东北全境。与国民政府相比，中共政权更为强势。在蒙古王公、札萨克丧失统治权的因素下，中共政权得以用联合政府的名义解决旗县并存的问题。如在敖汉旗和新惠县，成立“敖汉旗-新惠县联合旗县”政府。1949年3月新惠县并入敖汉旗。中华人民共和国建立后至1950年代，内蒙古自治区人民政府通过行政区划调整，陆续解决旗县并存问题。类似这样的情况还有：
- 喀喇沁右旗与建西县；
- 喀喇沁中旗与宁城县；
- 翁牛特左旗与乌丹县；
- 翁牛特右旗与赤西县（赤峰县）；
- 克什克腾旗与经棚县；
- 巴林左翼旗与林东行政委员会。

## 内蒙古自治区各旗
| 上级行政区 | 旗名称                 | 蒙古文                                                 | 拉丁转写                                                                                                  | 总人口 （2010年人口普查） | 蒙古族人口 | 蒙古族比例 |
| ---------- | ---------------------- | ------------------------------------------------------ | --- | ------------------------- | ---------- | ---------- |
| 呼和浩特市 | 土默特左旗             | ᠲᠦᠮᠡᠳ ᠵᠡᠭᠦᠨ ᠬᠣᠰᠢᠭᠤ                                     | [Tümed ǰegün qosiγu] 错误：{{Lang}}：無法辨識語言標籤 mn-ppp（帮助）                                      | 312,532                   | 33,793     | 10.8%      |
| 包头市     | 土默特右旗             | ᠲᠦᠮᠡᠳ ᠪᠠᠷᠠᠭᠤᠨ ᠬᠣᠰᠢᠭᠤ                                   | [Tümed baraγun qosiγu] 错误：{{Lang}}：無法辨識語言標籤 mn-ppp（帮助）                                    | 276,453                   | 8,439      | 3.1%       |
| 包头市     | 达尔罕茂明安联合旗     | ᠳᠠᠷᠬᠠᠨ ᠮᠤᠤᠮᠢᠩᠭᠠᠨ ᠬᠣᠯᠪᠣᠭᠠᠲᠤ ᠬᠣᠰᠢᠭᠤ                      | [Darqan muumingγan qolboγatu qosiγu] 错误：{{Lang}}：無法辨識語言標籤 mn-ppp（帮助）                      | 101,486                   | 14,127     | 13.9%      |
| 赤峰市     | 阿鲁科尔沁旗           | ᠠᠷᠤ ᠬᠣᠷᠴᠢᠨ ᠬᠣᠰᠢᠭᠤ                                      | [Aru qorčin qosiγu] 错误：{{Lang}}：無法辨識語言標籤 mn-ppp（帮助）                                       | 272,205                   | 103,284    | 37.9%      |
| 赤峰市     | 巴林左旗               | ᠪᠠᠭᠠᠷᠢᠨ ᠵᠡᠭᠦᠨ ᠬᠣᠰᠢᠭᠤ                                   | [Baγarin ǰegün qosiγu] 错误：{{Lang}}：無法辨識語言標籤 mn-ppp（帮助）                                    | 327,765                   | 113,854    | 34.7%      |
| 赤峰市     | 巴林右旗               | ᠪᠠᠭᠠᠷᠢᠨ ᠪᠠᠷᠠᠭᠤᠨ ᠬᠣᠰᠢᠭᠤ                                 | [Baγarin baraγun qosiγu] 错误：{{Lang}}：無法辨識語言標籤 mn-ppp（帮助）                                  | 175,543                   | 76,489     | 43.6%      |
| 赤峰市     | 克什克腾旗             | ᠬᠡᠰᠢᠭᠲᠡᠨ ᠬᠣᠰᠢᠭᠤ                                        | [Kesigten qosiγu] 错误：{{Lang}}：無法辨識語言標籤 mn-ppp（帮助）                                         | 211,155                   | 26,381     | 12.5%      |
| 赤峰市     | 翁牛特旗               | ᠣᠩᠨᠢᠭᠤᠳ ᠬᠣᠰᠢᠭᠤ                                         | [Ongniγud qosiγu] 错误：{{Lang}}：無法辨識語言標籤 mn-ppp（帮助）                                         | 433,298                   | 63,045     | 14.6%      |
| 赤峰市     | 喀喇沁旗               | ᠬᠠᠷᠠᠴᠢᠨ ᠬᠣᠰᠢᠭᠤ                                         | [Qaračin qosiγu] 错误：{{Lang}}：無法辨識語言標籤 mn-ppp（帮助）                                          | 293,246                   | 126,118    | 43.0%      |
| 赤峰市     | 敖汉旗                 | ᠠᠤᠬᠠᠨ ᠬᠣᠰᠢᠭᠤ                                           | [Auqan qosiγu] 错误：{{Lang}}：無法辨識語言標籤 mn-ppp（帮助）                                            | 547,043                   | 27,541     | 5.0%       |
| 通辽市     | 科尔沁左翼中旗         | ᠬᠣᠷᠴᠢᠨ ᠵᠡᠭᠦᠨ ᠭᠠᠷᠤᠨ ᠳᠤᠮᠳᠠᠳᠤ ᠬᠣᠰᠢᠭᠤ                      | [Qorčin ǰegün γarun dumdadu qosiγu] 错误：{{Lang}}：無法辨識語言標籤 mn-ppp（帮助）                       | 514,741                   | 378,775    | 73.6%      |
| 通辽市     | 科尔沁左翼后旗         | ᠬᠣᠷᠴᠢᠨ ᠵᠡᠭᠦᠨ ᠭᠠᠷᠤᠨ ᠬᠣᠶᠢᠲᠤ ᠬᠣᠰᠢᠭᠤ                       | [Qorčin ǰegün γarun qoitu qosiγu] 错误：{{Lang}}：無法辨識語言標籤 mn-ppp（帮助）                         | 379,237                   | 275,544    | 72.7%      |
| 通辽市     | 库伦旗                 | ᠬᠦᠷᠢᠶ᠎ᠡ ᠬᠣᠰᠢᠭᠤ                                          | [Küriy-e qosiγu] 错误：{{Lang}}：無法辨識語言標籤 mn-ppp（帮助）                                          | 167,020                   | 96,646     | 57.9%      |
| 通辽市     | 奈曼旗                 | ᠨᠠᠢᠮᠠᠨ ᠬᠣᠰᠢᠭᠤ                                          | [Naiman qosiγu] 错误：{{Lang}}：無法辨識語言標籤 mn-ppp（帮助）                                           | 401,509                   | 149,141    | 37.1%      |
| 通辽市     | 扎鲁特旗               | ᠵᠠᠷᠤᠳ ᠬᠣᠰᠢᠭᠤ                                           | [J̌arud qosiγu] 错误：{{Lang}}：無法辨識語言標籤 mn-ppp（帮助）                                            | 279,371                   | 136,796    | 49.0%      |
| 鄂尔多斯市 | 达拉特旗               | ᠳᠠᠯᠠᠳ ᠬᠣᠰᠢᠭᠤ                                           | [Dalad qosiγu] 错误：{{Lang}}：無法辨識語言標籤 mn-ppp（帮助）                                            | 322,101                   | 12,651     | 3.9%       |
| 鄂尔多斯市 | 准格尔旗               | ᠵᠡᠭᠦᠨᠭᠠᠷ ᠬᠣᠰᠢᠭᠤ                                        | [J̌egünγar qosiγu] 错误：{{Lang}}：無法辨識語言標籤 mn-ppp（帮助）                                         | 356,501                   | 25,905     | 7.3%       |
| 鄂尔多斯市 | 鄂托克前旗             | ᠣᠲᠣᠭ ᠤᠨ ᠡᠮᠦᠨᠡᠳᠦ ᠬᠣᠰᠢᠭᠤ                                 | [Otoγ-un emünedü qosiγu] 错误：{{Lang}}：無法辨識語言標籤 mn-ppp（帮助）                                  | 68,282                    | 18,189     | 26.6%      |
| 鄂尔多斯市 | 鄂托克旗               | ᠣᠲᠣᠭ ᠬᠣᠰᠢᠭᠤ                                            | [Otoγ qosiγu] 错误：{{Lang}}：無法辨識語言標籤 mn-ppp（帮助）                                             | 148,844                   | 24,629     | 16.5%      |
| 鄂尔多斯市 | 杭锦旗                 | ᠬᠠᠩᠭᠢᠨ ᠬᠣᠰᠢᠭᠤ                                          | [Qangγin qosiγu] 错误：{{Lang}}：無法辨識語言標籤 mn-ppp（帮助）                                          | 111,102                   | 22,673     | 20.4%      |
| 鄂尔多斯市 | 乌审旗                 | ᠦᠦᠰᠢᠨ ᠬᠣᠰᠢᠭᠤ                                           | [Üüsin qosiγu] 错误：{{Lang}}：無法辨識語言標籤 mn-ppp（帮助）                                            | 124,527                   | 27,679     | 22.2%      |
| 鄂尔多斯市 | 伊金霍洛旗             | ᠡᠵᠡᠨ ᠬᠣᠷᠣᠭ᠎ᠠ ᠬᠣᠰᠢᠭᠤ                                     | [Eǰen qoroγ-a qosiγu] 错误：{{Lang}}：無法辨識語言標籤 mn-ppp（帮助）                                     | 226,752                   | 12,426     | 5.5%       |
| 呼伦贝尔市 | 阿荣旗                 | ᠠᠷᠤᠨ ᠬᠣᠰᠢᠭᠤ                                            | [Arun qosiγu] 错误：{{Lang}}：無法辨識語言標籤 mn-ppp（帮助）                                             | 278,744                   | 6,986      | 2.5%       |
| 呼伦贝尔市 | 莫力达瓦达斡尔族自治旗 | ᠮᠣᠷᠢᠨ ᠳᠠᠪᠠᠭ᠎ᠠ ᠳᠠᠭᠤᠷ ᠦᠨᠳᠦᠰᠦᠲᠡᠨ ᠦ ᠥᠪᠡᠷᠲᠡᠭᠡᠨ ᠵᠠᠰᠠᠬᠤ ᠬᠣᠰᠢᠭᠤ | [Morin dabaγ-a daγur ündüsüten-ü öbertegen ǰasaqu qosiγu] 错误：{{Lang}}：無法辨識語言標籤 mn-ppp（帮助） | 276,912                   | 6,627      | 2.4%       |
| 呼伦贝尔市 | 鄂伦春自治旗           | ᠣᠷᠴᠣᠨ ᠤ ᠥᠪᠡᠷᠲᠡᠭᠡᠨ ᠵᠠᠰᠠᠬᠤ ᠬᠣᠰᠢᠭᠤ                        | [Orčon-u öbertegen ǰasaqu qosiγu] 错误：{{Lang}}：無法辨識語言標籤 mn-ppp（帮助）                         | 223,752                   | 7,991      | 3.6%       |
| 呼伦贝尔市 | 鄂温克族自治旗         | ᠡᠸᠡᠩᠬᠢ ᠦᠨᠳᠦᠰᠦᠲᠡᠨ ᠦ ᠥᠪᠡᠷᠲᠡᠭᠡᠨ ᠵᠠᠰᠠᠬᠤ ᠬᠣᠰᠢᠭᠤ             | [Evengki ündüsüten-ü öbertegen ǰasaqu qosiγu] 错误：{{Lang}}：無法辨識語言標籤 mn-ppp（帮助）             | 134,979                   | 26,424     | 19.6%      |
| 呼伦贝尔市 | 陈巴尔虎旗             | ᠬᠠᠭᠤᠴᠢᠨ ᠪᠠᠷᠭᠤ ᠬᠣᠰᠢᠭᠤ                                   | [Qaγučin barγu qosiγu] 错误：{{Lang}}：無法辨識語言標籤 mn-ppp（帮助）                                    | 58,244                    | 24,757     | 42.5%      |
| 呼伦贝尔市 | 新巴尔虎左旗           | ᠰᠢᠨ᠎ᠡ ᠪᠠᠷᠭᠤ ᠵᠡᠭᠦᠨ ᠬᠣᠰᠢᠭᠤ                                | [Sin-e barγu ǰegün qosiγu] 错误：{{Lang}}：無法辨識語言標籤 mn-ppp（帮助）                                | 40,258                    | 29,409     | 73.1%      |
| 呼伦贝尔市 | 新巴尔虎右旗           | ᠰᠢᠨ᠎ᠡ ᠪᠠᠷᠭᠤ ᠪᠠᠷᠠᠭᠤᠨ ᠬᠣᠰᠢᠭᠤ                              | [Sin-e barγu baraγun qosiγu] 错误：{{Lang}}：無法辨識語言標籤 mn-ppp（帮助）                              | 36,356                    | 26,495     | 72.9%      |
| 巴彦淖尔市 | 乌拉特前旗             | ᠤᠷᠠᠳ ᠤᠨ ᠡᠮᠦᠨᠡᠳᠦ ᠬᠣᠰᠢᠭᠤ                                 | [Urad-un emünedü qosiγu] 错误：{{Lang}}：無法辨識語言標籤 mn-ppp（帮助）                                  | 293,269                   | 10,363     | 3.5%       |
| 巴彦淖尔市 | 乌拉特中旗             | ᠤᠷᠠᠳ ᠤᠨ ᠳᠤᠮᠳᠠᠳᠤ ᠬᠣᠰᠢᠭᠤ                                 | [Urad-un dumdadu qosiγu] 错误：{{Lang}}：無法辨識語言標籤 mn-ppp（帮助）                                  | 134,204                   | 21,825     | 16.3%      |
| 巴彦淖尔市 | 乌拉特后旗             | ᠤᠷᠠᠳ ᠤᠨ ᠬᠣᠶᠢᠲᠤ ᠬᠣᠰᠢᠭᠤ                                  | [Urad-un qoitu qosiγu] 错误：{{Lang}}：無法辨識語言標籤 mn-ppp（帮助）                                    | 65,207                    | 14,005     | 21.5%      |
| 巴彦淖尔市 | 杭锦后旗               | ᠬᠠᠩᠭᠢᠨ ᠬᠣᠶᠢᠲᠤ ᠬᠣᠰᠢᠭᠤ                                   | [Qangγin qoitu qosiγu] 错误：{{Lang}}：無法辨識語言標籤 mn-ppp（帮助）                                    | 257,943                   | 2,631      | 1.0%       |
| 乌兰察布市 | 察哈尔右翼前旗         | ᠴᠠᠬᠠᠷ ᠪᠠᠷᠠᠭᠤᠨ ᠭᠠᠷᠤᠨ ᠡᠮᠦᠨᠡᠳᠦ ᠬᠣᠰᠢᠭᠤ                     | [Čaqar baraγun γarun emünedü qosiγu] 错误：{{Lang}}：無法辨識語言標籤 mn-ppp（帮助）                      | 164,434                   | 4,127      | 2.5%       |
| 乌兰察布市 | 察哈尔右翼中旗         | ᠴᠠᠬᠠᠷ ᠪᠠᠷᠠᠭᠤᠨ ᠭᠠᠷᠤᠨ ᠳᠤᠮᠳᠠᠳᠤ ᠬᠣᠰᠢᠭᠤ                     | [Čaqar baraγun γarun dumdadu qosiγu] 错误：{{Lang}}：無法辨識語言標籤 mn-ppp（帮助）                      | 149,483                   | 3,063      | 2.0%       |
| 乌兰察布市 | 察哈尔右翼后旗         | ᠴᠠᠬᠠᠷ ᠪᠠᠷᠠᠭᠤᠨ ᠭᠠᠷᠤᠨ ᠬᠣᠶᠢᠲᠤ ᠬᠣᠰᠢᠭᠤ                      | [Čaqar baraγun γarun qoitu qosiγu] 错误：{{Lang}}：無法辨識語言標籤 mn-ppp（帮助）                        | 150,174                   | 8,752      | 5.8%       |
| 乌兰察布市 | 四子王旗               | ᠳᠥᠷᠪᠡᠳ ᠬᠣᠰᠢᠭᠤ                                          | [Dörbed qosiγu] 错误：{{Lang}}：無法辨識語言標籤 mn-ppp（帮助）                                           | 176,818                   | 13,968     | 7.9%       |
| 兴安盟     | 科尔沁右翼前旗         | ᠬᠣᠷᠴᠢᠨ ᠪᠠᠷᠠᠭᠤᠨ ᠭᠠᠷᠤᠨ ᠡᠮᠦᠨᠡᠳᠦ ᠬᠣᠰᠢᠭᠤ                    | [Qorčin baraγun γarun emünedü qosiγu] 错误：{{Lang}}：無法辨識語言標籤 mn-ppp（帮助）                     | 299,834                   | 143,720    | 47.9%      |
| 兴安盟     | 科尔沁右翼中旗         | ᠬᠣᠷᠴᠢᠨ ᠪᠠᠷᠠᠭᠤᠨ ᠭᠠᠷᠤᠨ ᠳᠤᠮᠳᠠᠳᠤ ᠬᠣᠰᠢᠭᠤ                    | [Qorčin baraγun γarun dumdadu qosiγu] 错误：{{Lang}}：無法辨識語言標籤 mn-ppp（帮助）                     | 251,461                   | 209,767    | 83.4%      |
| 兴安盟     | 扎赉特旗               | ᠵᠠᠯᠠᠢᠳ ᠬᠣᠰᠢᠭᠤ                                          | [J̌alaid qosiγu] 错误：{{Lang}}：無法辨識語言標籤 mn-ppp（帮助）                                           | 392,346                   | 159,468    | 40.6%      |
| 锡林郭勒盟 | 阿巴嘎旗               | ᠠᠪᠠᠭ᠎ᠠ ᠬᠣᠰᠢᠭᠤ                                           | [Abaγ-a qosiγu] 错误：{{Lang}}：無法辨識語言標籤 mn-ppp（帮助）                                           | 43,574                    | 22,104     | 50.7%      |
| 锡林郭勒盟 | 苏尼特左旗             | ᠰᠥᠨᠢᠳ ᠵᠡᠭᠦᠨ ᠬᠣᠰᠢᠭᠤ                                     | [Sönid ǰegün qosiγu] 错误：{{Lang}}：無法辨識語言標籤 mn-ppp（帮助）                                      | 33,652                    | 19,527     | 58.0%      |
| 锡林郭勒盟 | 苏尼特右旗             | ᠰᠥᠨᠢᠳ ᠪᠠᠷᠠᠭᠤᠨ ᠬᠣᠰᠢᠭᠤ                                   | [Sönid baraγun qosiγu] 错误：{{Lang}}：無法辨識語言標籤 mn-ppp（帮助）                                    | 71,063                    | 21,636     | 30.4%      |
| 锡林郭勒盟 | 东乌珠穆沁旗           | ᠵᠡᠭᠦᠨ ᠦᠵᠦᠮᠦᠴᠢᠨ ᠬᠣᠰᠢᠭᠤ                                  | [J̌egün üǰümüčin qosiγu] 错误：{{Lang}}：無法辨識語言標籤 mn-ppp（帮助）                                   | 93,962                    | 51,145     | 54.4%      |
| 锡林郭勒盟 | 西乌珠穆沁旗           | ᠪᠠᠷᠠᠭᠤᠨ ᠦᠵᠦᠮᠦᠴᠢᠨ ᠬᠣᠰᠢᠭᠤ                                | [Baraγun üǰümüčin qosiγu] 错误：{{Lang}}：無法辨識語言標籤 mn-ppp（帮助）                                 | 87,614                    | 51,856     | 59.2%      |
| 锡林郭勒盟 | 太仆寺旗               | ᠲᠠᠶᠢᠫᠤᠰᠧ ᠬᠣᠰᠢᠭᠤ                                        | [Tayipusë qosiγu] 错误：{{Lang}}：無法辨識語言標籤 mn-ppp（帮助）                                         | 112,339                   | 4,296      | 3.8%       |
| 锡林郭勒盟 | 镶黄旗                 | ᠬᠥᠪᠡᠭᠡᠲᠦ ᠰᠢᠷ᠎ᠠ ᠬᠣᠰᠢᠭᠤ                                   | [Köbegetü sir-a qosiγu] 错误：{{Lang}}：無法辨識語言標籤 mn-ppp（帮助）                                   | 28,450                    | 16,038     | 56.4%      |
| 锡林郭勒盟 | 正镶白旗               | ᠰᠢᠯᠤᠭᠤᠨ ᠬᠥᠪᠡᠭᠡᠲᠦ ᠴᠠᠭᠠᠨ ᠬᠣᠰᠢᠭᠤ                          | [Siluγun köbegetü čaγan qosiγu] 错误：{{Lang}}：無法辨識語言標籤 mn-ppp（帮助）                           | 54,443                    | 17,702     | 32.5%      |
| 锡林郭勒盟 | 正蓝旗                 | ᠰᠢᠯᠤᠭᠤᠨ ᠬᠥᠬᠡ ᠬᠣᠰᠢᠭᠤ                                    | [Siluγun Köke qosiγu] 错误：{{Lang}}：無法辨識語言標籤 mn-ppp（帮助）                                     | 81,967                    | 31,280     | 38.2%      |
| 阿拉善盟   | 阿拉善左旗             | ᠠᠯᠠᠱᠠ ᠵᠡᠭᠦᠨ ᠬᠣᠰᠢᠭᠤ                                     | [Alaša ǰegün qosiγu] 错误：{{Lang}}：無法辨識語言標籤 mn-ppp（帮助）                                      | 173,494                   | 33,087     | 19.1%      |
| 阿拉善盟   | 阿拉善右旗             | ᠠᠯᠠᠱᠠ ᠪᠠᠷᠠᠭᠤᠨ ᠬᠣᠰᠢᠭᠤ                                   | [Alaša baraγun qosiγu] 错误：{{Lang}}：無法辨識語言標籤 mn-ppp（帮助）                                    | 25,430                    | 6,331      | 24.9%      |
| 阿拉善盟   | 额济纳旗               | ᠡᠵᠡᠨ᠎ᠡ ᠬᠣᠰᠢᠭᠤ                                           | [Eǰen-e qosiγu] 错误：{{Lang}}：無法辨識語言標籤 mn-ppp（帮助）                                           | 32,410                    | 5,217      | 16.1%      |

## 1949年以来撤销的旗
| 旗名称                             | 撤销年份 | 撤销详情                                                 |
| ---------------------------------- | -------- | -------------------------------------------------------- |
| 巴彦旗                             | 1949年   | 并入莫力达瓦旗                                           |
| 喜扎嘎尔旗                         | 1949年   | 并入科尔沁右翼前旗                                       |
| 商都旗                             | 1949年   | 合并为商都镶黄联合旗                                     |
| 察哈尔左翼镶黄旗                   | 1949年   | 合并为商都镶黄联合旗                                     |
| 察哈尔左翼正蓝旗                   | 1949年   | 更名为正蓝旗                                             |
| 察哈尔左翼镶白旗                   | 1949年   | 更名为镶白旗                                             |
| 察哈尔左翼正白旗                   | 1949年   | 更名为正白旗                                             |
| 察哈尔右翼正黄旗                   | 1949年   | 更名为正黄旗                                             |
| 察哈尔右翼正红旗                   | 1949年   | 更名为正红旗                                             |
| 察哈尔右翼镶红旗                   | 1949年   | 更名为镶红旗                                             |
| 察哈尔右翼镶蓝旗                   | 1949年   | 更名为镶蓝旗                                             |
| 喀尔喀右翼旗                       | 1949年   | 更名为达尔罕旗                                           |
| 喀喇沁右翼旗                       | 1949年   | 更名为喀喇沁旗                                           |
| 鄂尔多斯左翼前旗                   | 1949年   | 更名为准格尔旗                                           |
| 鄂尔多斯左翼中旗                   | 1949年   | 更名为郡王旗                                             |
| 鄂尔多斯左翼后旗                   | 1949年   | 更名为达拉特旗                                           |
| 鄂尔多斯右翼前旗                   | 1949年   | 更名为乌审旗                                             |
| 鄂尔多斯右翼中旗                   | 1949年   | 更名为鄂托克旗                                           |
| 鄂尔多斯右翼后旗                   | 1949年   | 更名为杭锦旗                                             |
| 鄂尔多斯右翼前末旗                 | 1949年   | 更名为扎萨克旗                                           |
| 额济纳旧土尔扈特特别旗             | 1949年   | 改置额济纳旗自治区                                       |
| 乌珠穆沁右翼旗                     | 1950年   | 合并设立东西乌珠穆沁东浩济特联合旗                       |
| 乌珠穆沁左翼旗                     | 1950年   | 合并设立东西乌珠穆沁东浩济特联合旗                       |
| 东浩济特旗（浩济特左翼旗）         | 1950年   | 合并设立东西乌珠穆沁东浩济特联合旗                       |
| 东阿巴嘎旗（阿巴嘎左翼旗）         | 1950年   | 合并设立东阿巴嘎东阿巴哈纳尔西浩济特联合旗（中部联合旗） |
| 东阿巴哈纳尔旗（阿巴哈纳尔左翼旗） | 1950年   | 合并设立东阿巴嘎东阿巴哈纳尔西浩济特联合旗（中部联合旗） |
| 西浩济特旗（浩济特右翼旗）         | 1950年   | 合并设立东阿巴嘎东阿巴哈纳尔西浩济特联合旗（中部联合旗） |
| 西阿巴嘎旗（阿巴嘎右翼旗）         | 1950年   | 合并设立西阿巴嘎西阿巴哈纳尔联合旗                       |
| 西阿巴哈纳尔旗（阿巴哈纳尔右翼旗） | 1950年   | 合并设立西阿巴嘎西阿巴哈纳尔联合旗                       |
| 太仆寺右旗                         | 1950年   | 合并设立明安太右联合旗                                   |
| 明安旗                             | 1950年   | 合并设立明安太右联合旗                                   |
| 正白旗                             | 1950年   | 合并设立正白镶白联合旗                                   |
| 镶白旗                             | 1950年   | 合并设立正白镶白联合旗                                   |
| 镶蓝旗                             | 1950年   | 合并设立镶蓝镶红联合旗                                   |
| 镶红旗                             | 1950年   | 合并设立镶蓝镶红联合旗                                   |
| 正红旗                             | 1950年   | 改置东四旗中心旗                                         |
| 阿拉善霍硕特特别旗                 | 1950年   | 改置阿拉善和硕特旗自治区                                 |
| 四子部落旗                         | 1950年   | 更名为四子王旗                                           |
| 科尔沁右翼后旗                     | 1952年   | 并入科尔沁右翼前旗、扎赉特旗                             |
| 鄂伦春旗                           | 1952年   | 改置鄂伦春自治旗                                         |
| 东西乌珠穆沁东浩济特联合旗         | 1952年   | 改置东部联合旗                                           |
| 西阿巴嘎西阿巴哈纳尔联合旗         | 1952年   | 合并设立西部联合旗                                       |
| 东阿巴嘎东阿巴哈纳尔西浩济特联合旗 | 1952年   | 合并设立西部联合旗                                       |
| 达尔罕旗                           | 1952年   | 合并设立达尔罕茂明安联合旗                               |
| 茂明安旗                           | 1952年   | 合并设立达尔罕茂明安联合旗                               |
| 正黄旗                             | 1954年   | 改置察哈尔右翼前旗                                       |
| 镶蓝镶红联合旗                     | 1954年   | 改置察哈尔右翼中旗                                       |
| 东四旗中心旗                       | 1954年   | 并入察哈尔右翼前旗、察哈尔右翼后旗                       |
| 翁牛特蒙古族自治旗                 | 1956年   | 改置翁牛特旗                                             |
| 额济纳自治旗                       | 1956年   | 改置额济纳旗                                             |
| 东部联合旗                         | 1956年   | 改置东乌珠穆沁旗、西乌珠穆沁旗                           |
| 西部联合旗                         | 1956年   | 更名为阿巴嘎旗                                           |
| 太仆寺左旗                         | 1956年   | 更名为太仆寺旗                                           |
| 正白镶白联合旗                     | 1956年   | 更名为正镶白旗                                           |
| 商都镶黄联合旗                     | 1956年   | 更名为商都镶黄旗                                         |
| 明安太右联合旗                     | 1956年   | 并入正蓝旗、正镶白旗                                     |
| 郭尔罗斯前旗                       | 1956年   | 改置前郭尔罗斯蒙古族自治县                               |
| 郭尔罗斯后旗                       | 1956年   | 改置肇源县                                               |
| 杜尔伯特旗                         | 1956年   | 改置杜尔伯特蒙古族自治县                                 |
| 莫力达瓦旗                         | 1958年   | 改置莫力达瓦达斡尔族自治旗                               |
| 索伦旗                             | 1958年   | 改置鄂温克族自治旗                                       |
| 喀喇沁左翼旗                       | 1958年   | 改置喀喇沁左翼蒙古族自治县                               |
| 达拉特后旗                         | 1958年   | 并入五原县                                               |
| 扎萨克旗                           | 1958年   | 合并设立伊金霍洛旗                                       |
| 郡王旗                             | 1958年   | 合并设立伊金霍洛旗                                       |
| 商都镶黄旗                         | 1960年   | 更名为镶黄旗                                             |
| 阿拉善旗                           | 1961年   | 改置阿拉善左旗、阿拉善右旗                               |
| 土默特旗                           | 1965年   | 改置土默特左旗、土默特右旗                               |
| 额尔古纳旗                         | 1966年   | 改置额尔古纳左旗、额尔古纳右旗                           |
| 潮格旗                             | 1981年   | 更名为乌拉特后旗                                         |
| 乌拉特中后联合旗                   | 1981年   | 更名为乌拉特中旗                                         |
| 喜桂图旗                           | 1983年   | 改置牙克石市                                             |
| 布特哈旗                           | 1983年   | 改置扎兰屯市                                             |
| 阿巴哈纳尔旗                       | 1983年   | 改置锡林浩特市                                           |
| 额尔古纳左旗                       | 1994年   | 改置根河市                                               |
| 额尔古纳右旗                       | 1994年   | 改置额尔古纳市                                           |